# Брюн, Кристен
Кристен Йохансон Брюн (норв. Christen Brun; 30 мая 1828[…], Берген — 15 июля 1905[…], Кристиания) — норвежский художник-портретист дюссельдорфской школы.
Брюн родился в семье пробста Йохана Брюна и его жены Карен Ульрикке, урождённой Павелс. Первые уроки живописи брал у пейзажиста Ганса Ройша и портретиста Йохана Гёрбица. Затем продолжил обучение в Дюссельдорфской академии искусств (1848—1850) под руководством Карла Фердинанда Зона. В 1850/1851 годах был членом товарищества художников «Малкастен». После пребывания в Риме (1850—1852) вернулся в Дюссельдорф, стал учеником Отто Менгельберга. С 1860 года около двадцати лет работал учителем рисования в Королевской школе рисования в Христиании. Гарриет Баккер была его ученицей в 1867/1868 годах. С 1870 года работал реставратором в Норвежской национальной галерее. В 1876 году жил в Модене, а в 1889 году путешествовал по Риму, Парижу и Берлину.

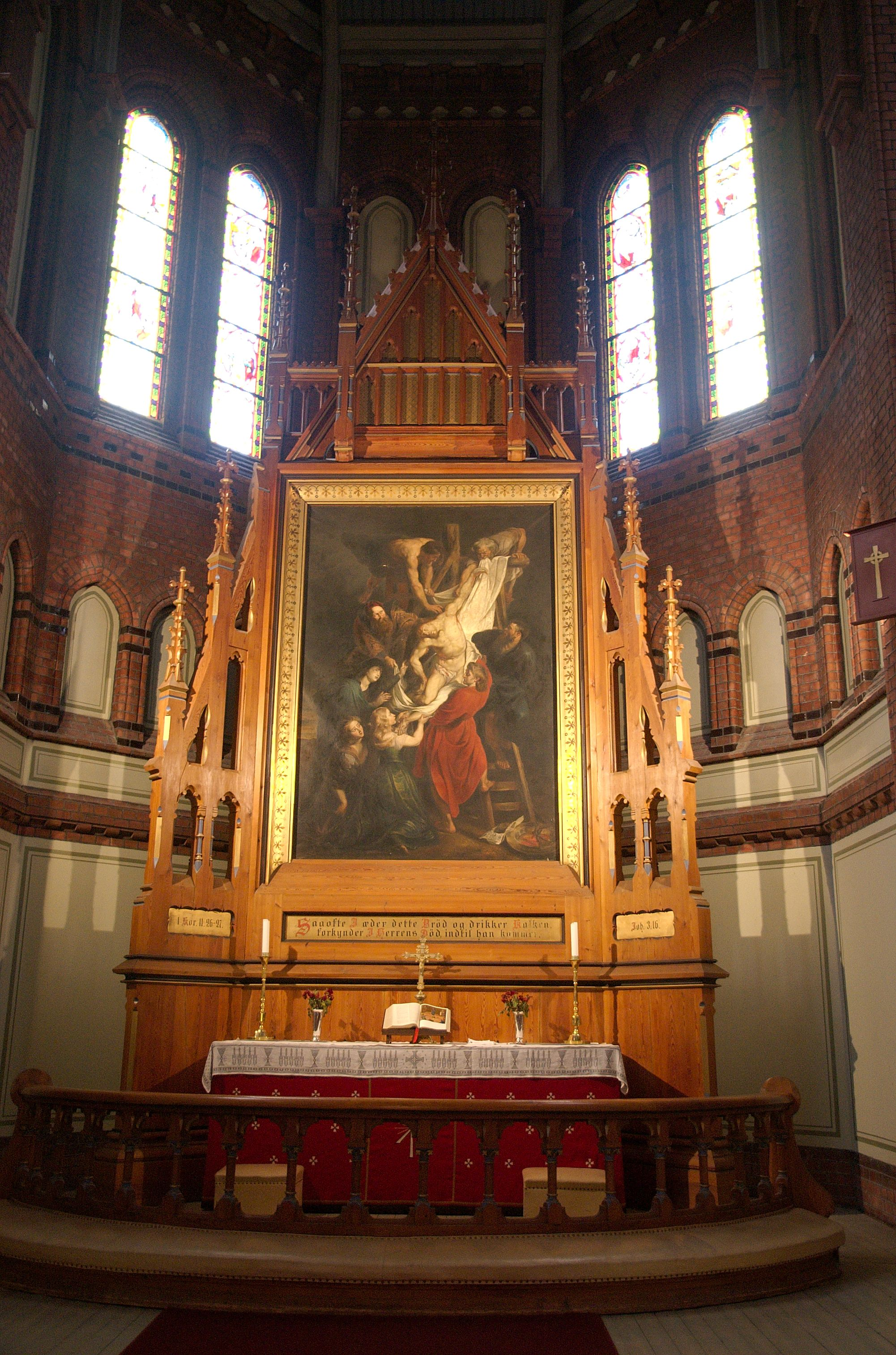
Снятие с креста, реплика картины Рубенса, церковь Сагене, Осло.

Брюн создавал произведения в основном на религиозные темы, также писал пейзажи. Среди его работ:
- Исаак и Авраам, 1857
- Корзина с лентами, 1869
- Молодая турчанка, 1869
- Рыбачка, 1872
- Крещение Христа, картина в церкви Скогер в Драммене, реплика с картины Адольфа Тидеманда в церкви Святой Троицы в Осло, 1885
- Снятие с креста, алтарь в церкви Сагене, Осло, 1891